# 藤巻るも
藤巻 るも（ふじまき るも、1982年6月29日 - ）は、日本の女優。静岡県出身。劇団民藝所属。

## 来歴・人物
2001年に劇団民藝に入団。
特技は日本舞踊・長唄三味線・声楽・絵画。
YouTubeで公開されている劇団民藝のオリジナル絵本読み聞かせ動画のイラストを担当。

## 出演

### 舞台

#### 劇団民藝
- 2005年　 『火山灰地』 女デメン1/村人たち役
- 2007年　 『沖縄』 踊る村人役
- 2007年　 『林の中のナポリ』 平井るり役
- 2007年　 『涙』 洋子役（稽古場）
- 2008年　 『海霧』 ヨシ役
- 2009年　 『らくだ』 女1役
- 2009年　 『霞晴れたら』 大沢由美役
- 2010年　 『神戸北ホテル』 深見新子役（各地）
- 2011年　 『カミサマの恋』 下条由紀役
- 2012年　 『うしろ姿のしぐれてゆくか』 芸者たち役
- 2012年　 『静かな落日－広津家三代－』 兼子ツヨ子役
- 2015年　 『ヒトジチ』 ギルクリスト役
- 2015年　 『真夜中の太陽』 トミコ役（各地）
- 2017年　 『「仕事クラブ」の女優たち』江川たまみ役
- 2017年　 『野の花ものがたり』藤田さなえ役
- 2018年　 『頼母しき求縁』平木曾根役（稽古場）
- 2019年　 『野の花ものがたり』藤田さなえ役（各地）
- 2020年　 『ある八重子物語』佐久間たつ子役
- 2024年　 『ミツバチとさくら』松永麻美役[2]

#### 外部出演
- 『その人を知らず』
- 『全段通しリーディング 仮名手本忠臣蔵』
- 『二十二夜待ち』
- 『にんじん』
- 『花よりタンゴ』

### 映画
- 2019年『高津川』- 青木久美子 役
- 2022年『土を喰らう十二ヵ月』

### テレビドラマ
- 2017年　 TBS『渡る世間は鬼ばかり～三時間スペシャル～』
- テレビ朝日『京都地検の女』